# Богданово (Бургаська область)
Бо́гданово (болг. Богданово) — село в Бургаській області Болгарії. Входить до складу общини Средець.

## Населення
За даними перепису населення 2011 року у селі проживали 60 осіб, з них 59 осіб (98,3%) — болгари.
Розподіл населення за віком у 2011 році:
Динаміка населення: